# ألان بارتون
ألان بارتون (بالإنجليزية: Alan Barton)‏ هو مغني بريطاني، ولد في 16 سبتمبر 1953 في بارنسلي في المملكة المتحدة، وتوفي في 23 مارس 1995 في كولونيا في ألمانيا بسبب حادث مرور.

## وصلات خارجية
- الموقع الرسمي
- ألان بارتون على موقع IMDb (الإنجليزية)
- ألان بارتون على موقع ميوزك برينز (الإنجليزية)
- ألان بارتون على موقع ديسكوغز (الإنجليزية)